# ABC World News Tonight
ABC World News Tonight è un telegiornale statunitense trasmesso su ABC dal 1953.